# Hipparchia wilkinsoni
Hipparchia wilkinsoni är en fjärilsart som beskrevs av Otakar Kudrna 1977. Hipparchia wilkinsoni ingår i släktet Hipparchia och familjen praktfjärilar. Inga underarter finns listade i Catalogue of Life.